# Хвалов сборник
Хвалов сборник (сербохорв. Hvalov zbornik/Хвалов зборник) или Хвалов манускрипт (сербохорв. Hvalov rukopis/Хвалов рукопис) — средневековая рукопись, написанная в 1404 году в Сплите для боснийского властелина Хрвое Вукчич Хорватинич на штокавском наречие сербохорватского языка.

## Описание

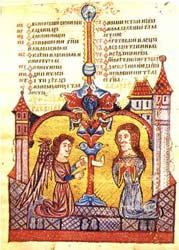
Миниатюра «Благовещение»

Сборник был написан в 1404 году крстянином Хвалом на босанчице, с введением глаголицы и украшением миниатюрами и другими художественными элементами. Кодекс содержит части Библии, гимны и краткие богословские тексты. Скорее всего, текст был скопирован с оригинального глаголического текста, что также очевидно из глаголических букв найденных в двух местах книги.
Манускрипт — одна из самых известных рукописей, принадлежащих Боснийской церкви, в которой есть некоторые иконографические элементы, которые не соответствуют предполагаемому богословскому учению христиан (Благовещение, Распятие и Вознесение), также все важные церковные книги Боснии (Николаевское Евангелие, Срекрвичего Евангелие, Рукопись Хвала, Рукопись Крстянина Радосава) основаны на глаголических церковных книгах.
Новый анализ стиля и техники живописи показывает, что они были написаны как минимум двумя миниатюристами. Один художник писал на синем фоне, другой — на золотом фоне, на котором миниатюры размещены в богатой архитектурной раме. Рукопись хранится в библиотеке Болонского университета.